# Hegoalde

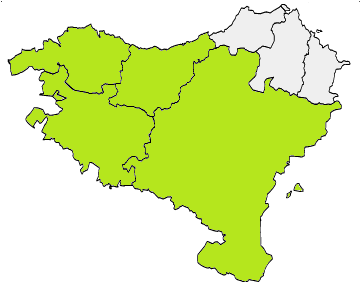
Den spanska delen av Baskien (grön)

Hegoalde (baskiska för 'sydlandet') är den term som på baskiska används för den södra delen av Baskien som ligger inom Spaniens gränser. På franska benämns området som Pays basque espagnol, det vill säga "spanska Baskien", vilket emellertid också kan syfta på den autonoma regionen Baskien.
Hegoaldea består av provinserna Araba, Bizkaia, Gipuzkoa och Navarra. Termen används som kontrast till Iparralde ('nordlandet'), som syftar på de tre historiska provinserna Lapurdi, Nedre Navarra och Zuberoa i Frankrike.